# 沃夫昌西基胡托里
50°17′59″N 37°1′54″E / 50.29972°N 37.03167°E
沃夫昌斯基-胡托里（烏克蘭語：Вовчанські Хутори）是位於烏克蘭東部的村莊，由哈爾科夫州丘胡伊夫区的沃夫昌斯克市鎮負責管轄。該村處於沃夫恰河畔，始建於1600年，面積4.49平方公里，海拔高度116米，2024年人口0。